# Малинівці
Мали́нівці — село в Україні, у Жванецькій сільській територіальній громаді Кам'янець-Подільського району Хмельницької області.

## Назва
В архівних документах село зустрічається під різними назвами: «Malinze» (1630—1650), «Малиново» (серед. ХІХ), «Малиновка» (1855), «Малинівці» (1926). Мовознавці розходяться у гіпотезі походження назви села: є думка, що поселення виникло біля насаджень малини, або ж від прізвищ предків.

## Географія
Наддністрянське село Малинівці розкинулося на лівому березі Дністра, в південно-західній частині України, за 30 кілометрів автодорогами від Кам'янця-Подільського та за 12 кілометрів від автошляху національного значення Н03.

### Клімат
Малинівці знаходяться в межах вологого континентального клімату із теплим літом у так званому «теплому Поділлі», тут весна настає на 2 тижні раніше.

## Історія
На полях поблизу села були давні земляні вали, знайдено також стародавнє городище. З археологічних відомостей відомо, що в Малинівцях виявлено пізньопалеолітичне місцезнаходження і трипільське поселення. За 800 м від крайніх хат південної околиці, між урочищем Поповий Яр і колишнім колгоспним садом знайдено поселення скіфського часу. На схід від села, по берегах струмка, відкрито черняхівське поселення, а в урочищі Мунчаків Яр виявлено 15 поховань цього часу. Також на території села знайдені сліди давньоруського поселення.
Перша письмова згадка про село датується 1439 роком, коли польський король Владислав III Варненчик записав Яну і Петру, синам Ґжеґожа Бахавського, 110 кіп грошей на село Малинівці, що лежить над Дністром, село Михайлово над річкою Нічлава та село Николаєве над річкою Звиняч в Кам'янецькому повіті.
Майже до кінця ХVIII століття поселення входило до числа польських державних маєтностей. З переходом Поділля під владу імперської Росії, Малинівці були подаровані графу Аркадію Моркову. На початку ХІХ століття село перейшло до його спадкоємців — князів Оболенських. У 1820 році вони переселили сюди з Ляшковиці (тепер Збруч) та інших сіл 12 кріпацьких сімей.
На початку ХХ століття населений пункт відносився до товариства селян. У 1905 році тут проживало 756 жителів, діяла церковно-парафіяльна школа.
Внаслідок поразки визвольних змагань на початку XX століття, село надовго окуповане російсько-більшовицькими загарбниками.
Радянська окупація принесла колективізацію та розкуркулення, селяни зазнали репресій. Багатьох частинах Поділля відбувались масові селянські повстання, проти радянської влади.
У 1923 році було створено Малиновецьку сільську раду, яка проіснувала до 1954 року.
У 1924 році в селі з'явився перший трактор, його закріпили за трьома селами. З часом технології пішли вперед, трактор перетворився в реліквію, якийсь час стояв на постаменті при в'їзді в громаду. А згодом його передали ПДАТУ і тепер він при вході на територію факультету механізації і електрифікації сільського господарства.
В 1932–1933 селяни села пережили Голодомор.
З 1991 року в складі незалежної України.
8 вересня 2017 року шляхом об'єднання сільських рад, село увійшло до складу Жванецької сільської громади.

## Населення
Населення становить 159 осіб.

### Мова
У селі поширені західноподільська говірка та південноподільська говірка, що відносяться до подільського говору, який належить до південно-західного наріччя.
100 % населення вказало своєю рідною мовою українську мову.

## Відомі люди

### Народилися
- Войт Олександр Олександрович (24 серпня 1983 — 7 червня 2023) — український військовослужбовець, учасник російсько-української війни.[3]

## Охорона природи
Село лежить у межах національного природного парку «Подільські Товтри». Біля села розташована геологічна пам'ятка природи — «Розріз гринчукської підсвіти».

## Галерея

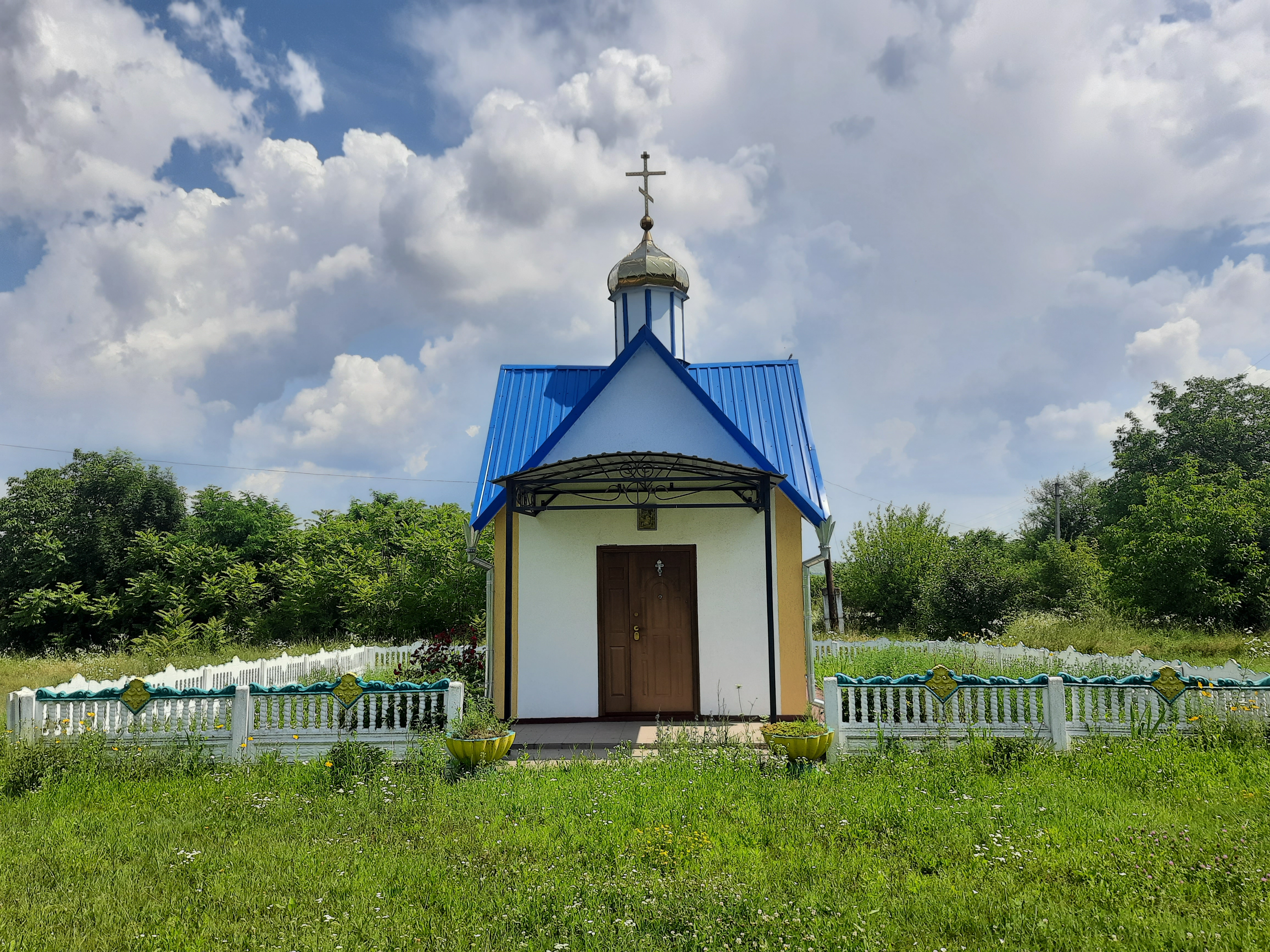
Каплиця
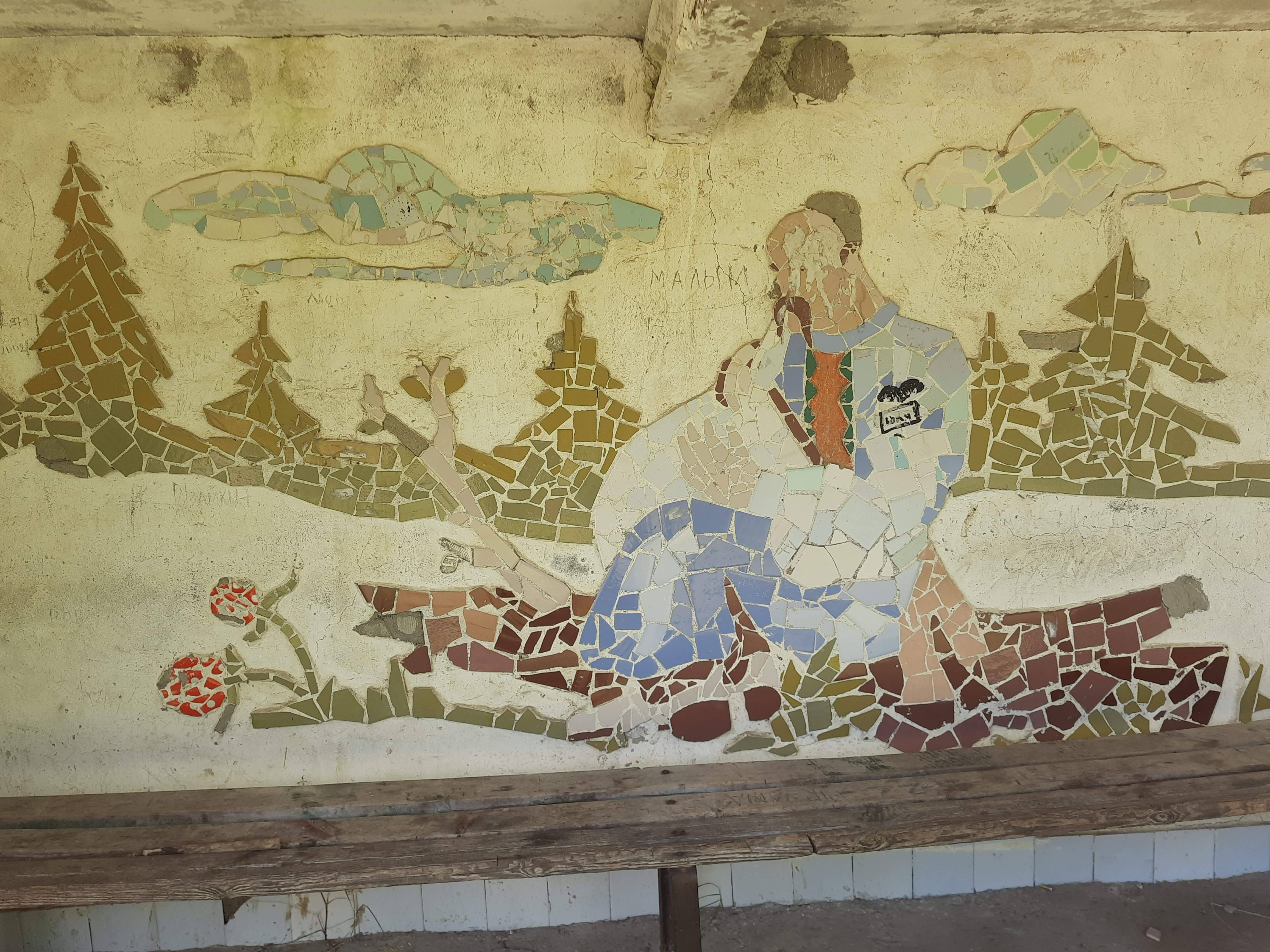
Мозаїка на автобусній зупинці
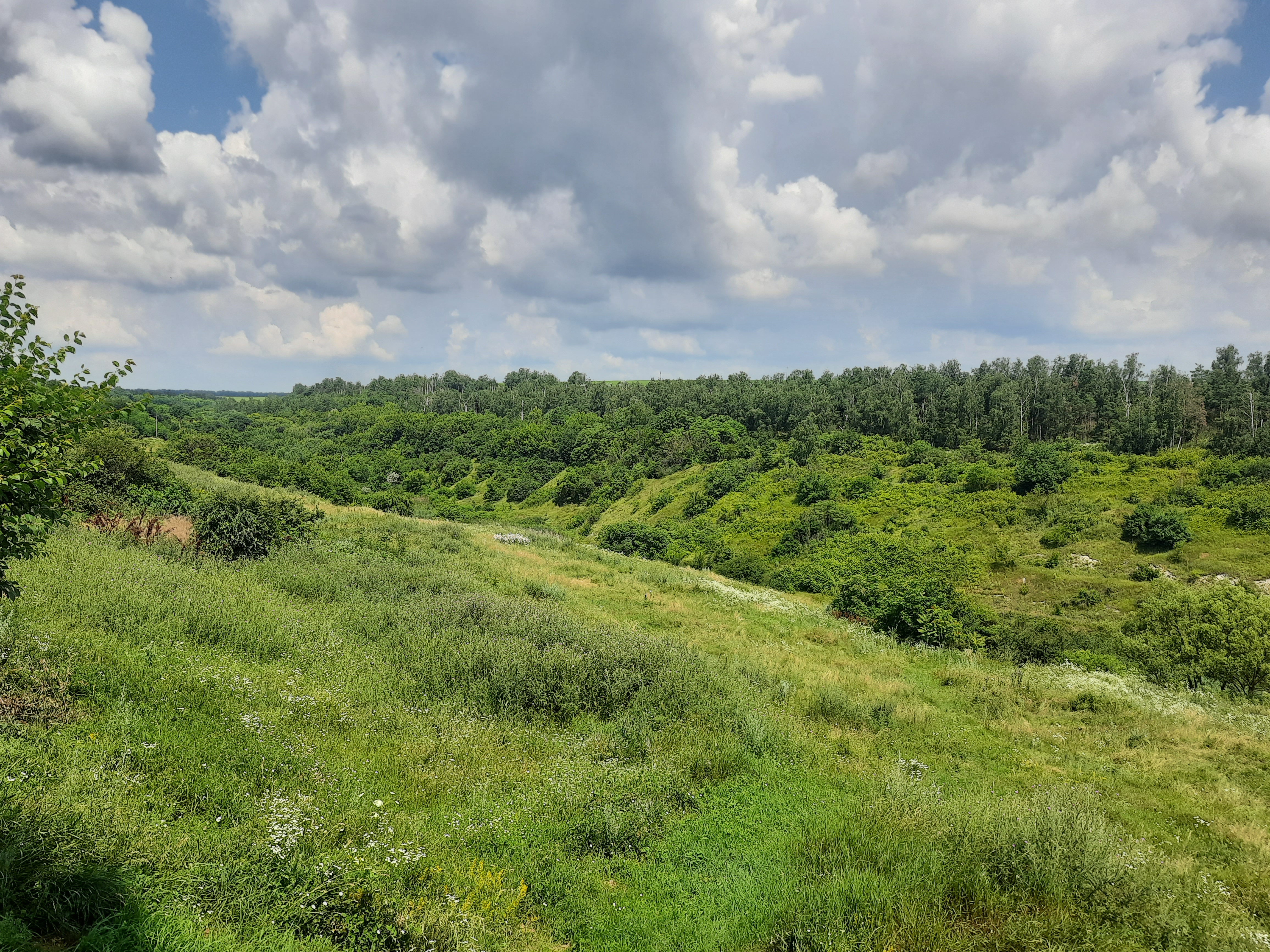
Краєвид біля села